# Uppsala centralstation
Uppsala centralstation er en jernbanestation på Ostkustbanan i Sverige.
Jernbanestationen blev indviet i 1866, hvor togtrafikken mellem Stockholm och Uppsala begyndte. Siden 2010 findes der en ny stationsbygning indtil den gamle.
59°51′31.20″N 17°38′45.57″Ø / 59.8586667°N 17.6459917°Ø
| Jernbane | Spire Denne jernbaneartikel er en spire som bør udbygges. Du er velkommen til at hjælpe Wikipedia ved at udvide den. |